# David Deyl
David Deyl, född 26 december 1986 i Ústí nad Labem, är en tjeckisk sångare. 

## Karriär
Den 5 juni 2009 släppte han sitt debutalbum Hlavolam. Hans andra album Zásah släpptes den 30 november 2011. Hans mest kända låt är singeln "Akorát" som släpptes år 2010 och vars musikvideo hade 15,6 miljoner visningar på Youtube i april 2020. Musikvideon spelades in i Bratislava och spelades in i en tagning med en steadicam. I september 2012 släppte han låten "Čas dál nech spát" som han framför tillsammans med sångerskan Helena Vondráčková.
2014 släppte han sitt tredje album "V ozvěnách" och 2016 Christmas Songs "Moje Vánoce". Han lade till ett album i januari 2020 "Melodies of My Heart: Musicals!".

## Diskografi

### Album
- 2009 - Hlavolam[1]
- 2011 - Zásah[2]
- 2014 - V ozvěnách
- 2016 - Moje Vánoce
- 2020 - Melodies of My Heart: Musicals!

### Singlar
- 2009 - "Ted' hned"[5]
- 2010 - "Akorát"[3]
- 2010 - "Nic nevzdávám"[6]
- 2010 - "Hry o nás"[7]
- 2011 - "Lež a nech si lhát"[8]
- 2011 - "Počítám"[9]
- 2011 - "Nádherná zář"[10]
- 2012 - "Květen nebo máj"[11]
- 2012 - "Přímý zásah"
- 2012 - "Budu tu stát" (med Monika Absolonová)
- 2012 - "Čas dál nech spát" (med Helena Vondráčková)[4]
- 2013 - "Snům se neubráním"
- 2013 - "Souhvězdí"
- 2015 - "V ozvěnách" (edit 2015)
- 2015 - "Přísahám"
- 2015 - "Mít tě blíž"
- 2016 - "Rise"
- 2016 - "A Million Years Ago"
- 2016 - "Noel"
- 2017 - "Potají"
- 2017 - "Evermore"
- 2018 - "Ave Maria, D. 839"
- 2018 - "The One And Only"
- 2019 - "Remember Me"
- 2019 - "Ahora"
- 2019 - "Somewhere in My Memory"
- 2020 - "Mejor Me Voy"
- 2020 - "Chytám se stébel"[12]